# Шашко Іван Іванович
Шашко Іван Іванович (6 лютого 1919, с. Деревки Харківської губернії, нині - Деревківської сільради Котелевського району Полтавської області - 5 січня 2005) — Герой Соціалістичної Праці (1971) 

## Життєпис
Закінчив Деревківську семирічну школу (1934), Хорольську школу механізації. Трудову діяльність розпочав у місцевому колгоспі «Промінь». З 1937 по 1939 працював трактористом і комбайнером Котелевської МТС. У 1939 призваний до лав Червоної армії, брав участь у бойових діях з Німеччиною та Японією.
Після демобілізації з 1946 по 1948 працював трактористом, з 1948 по 1950 – помічником бригадира, з 1950 по 1958 – бригадиром тракторної бригади Котелевської МТС, з 1958 – бригадиром тракторної бригади колгоспу «Більшовик» (с. Деревки) Котелевського району.
Звання Героя Соціалістичної Праці присвоєно Указом Президії Верховної Ради СРСР від 08.04.1971 за видатні успіхи у розвитку сільськогосподарського виробництва і виконанні п’ятирічного плану продажу державі продуктів землеробства і тваринництва.
Обирався депутатом Деревківської сільської ради депутатів трудящих, членом Котелевського РК КПУ, членом парткому та правління колгоспу.

## Нагороди
- Герой Соціалістичної Праці (08.04.1971)
- орден Леніна
- орден Трудового Червоного Прапора (1965)
- орден Жовтневої Революції (1973)
- медалі «За відвагу», «За оборону Кавказу», «За перемогу над Німеччиною у Великій Вітчизняній війні 1941–1945 рр.», «За Перемогу над Японією», «ХХ років Перемоги у Великій Вітчизняній війні 1941–1945 рр.», «50 років Збройних Сил СРСР», «За доблесну працю".
- На ознаменування 100-річчя з дня народження Володимира Ілліча Леніна» (1970), знаками «Переможець соціалістичного змагання 1973 року», «Переможець соціалістичного змагання 1974 року».